# Литвиновичи (Гомельская область)
Литвиновичи (бел. Ліцві́навічы) — агрогородок (до 2009 года — деревня) в Кормянском районе Гомельской области Белоруссии. Административный центр Литвиновичского сельсовета.

## География
В 8 км на северо-восток от Кормы, в 68 км от железнодорожной станции Рогачёв (на линии Могилёв — Жлобин), в 118 км от Гомеля.
На реках Вилейка и Косолянка (притоки реки Сож).
На западе граничит с лесом.

## Транспортная сеть
Автодорога связывает деревню из Кормой. Планировка состоит из длинной, зигзагообразной улицы, ориентированной с юго-запада на северо-восток, к которой присоединяются 3 короткие улицы и 4 переулка. Застройка двусторонняя, неплотная, преимущественно деревянная усадебного типа.

## История
О деятельности человека в этих местах с давних времёг свидетельствуют обнаруженные археологами курганный могильник (3 насыпи, в 0,3 км на запад от деревни) и поселение эпохи неолита и бронзового века (в 2 км на восток, на правом берегу реки Сож, в урочище Телец). Согласно письменным источникам известна с XVI века как селение в Речицком повете Минского воеводства Великого княжества Литовского. Через Литвиновичи проходил тракт Могилёв — Гомель. Согласно инвентаря 1704 года 8 дымов, а в 1726 году их количество увеличилось до 16 дымов, действовали круподёрка, мельница, центр войтовства Чечерского староства.
После 1-го раздела Речи Посполитой (1772 год) в составе Российской империи. С 1806 года действовала Свято-Козьма-Демьяновская церковь (в 1865 году ремонтировалась). В начале XIX века начала работать сукновальня, в 1832 году трактир и 2 мельницы. На Соже имелась переправа грузоподъемностью 100 пудов. Согласно ревизии 1859 года во владении графа Кругликова-Чернышова. В 1864 году открыта школа, которая разместилась в наёмном крестьянском доме, а в начале 1920-х годов для неё было выделено национализированное здание. В 1881 году в Кормянской волости Рогачёвского уезда Могилёвской губернии. В 1880-х годах открыт хлебозапасный магазин. С 1885 года действовала винокурня. Согласно переписи 1897 года село; в фольварке винокуренный завод. В 1909 году 1281 десятина земли, казенная винная лавка, мельница; в фольварке 8531 десятина земли.
Летом 1918 года публицист, доктор исторических наук, деятель революционного движения П. Н. Лепешинский основал здесь школу-коммуну, для которой местные власти выделили помещение, а оснащение доставлено из Москвы. Обучение сочеталось с работой. Значительное место в деятельности школы занимало эстетичное воспитание. В конце 1919 года школа была переведена в Москву. В сквере, перед зданием школы, в 1968 году установлен памятник П. Н. Лепешинскому, его имя носят колхоз и школа. 12 марта 1968 года начал работу мемориальный музей П. Н. Лепешинского (филиал областного краеведческого музея), его экспозиция создана на базе экспонатов из московской квартиры П. Н. Лепешинского.
С 20 августа 1924 года центр Литвиновичского сельсовета Кормянского, с 25 декабря 1962 года Рогачёвского, с 6 января 1965 года Чечерского, с 30 июля 1966 года Кормянского районов Гомельского (до 26 июля 1930 года) округа, с 20 февраля 1938 года Гомельской области.
В 1929 году организован колхоз имени П. М. Лепешинского, работали ветряная мельница и кузница. Во время Великой Отечественной войны в боях около деревни в ноябре 1943 года погибли 105 советских солдат (похоронены в братской могиле рядом с деревней). На фронтах и в партизанской борьбе погибли 76 жителей, их память увековечен мемориальными досками с именами павших, установленными рядом с памятником на братской могиле. В 1962 году к деревне присоединён посёлок Рогозный, в 1963 году посёлок Калинина. Центр колхоза имени П. Н. Лепешинского. Располагаются мельница, средняя школа, Дом культуры, библиотека, фельдшерско-акушерский пункт, отделение связи, столовая, 3 магазина, детский сад.
В состав Литвиновичского сельсовета входили до 1962 года посёлок Рогозный, до 1963 года посёлок Калинина, до 1978 года посёлок Борисовка (в настоящее время не существуют).

## Население
- 1704 год — 8 дымов
- 1726 год — 16 дымов
- 1765 год — 42 хозяйства
- 1881 год — 91 двор, 653 жителя
- 1886 год — 93 двора
- 1897 год — 127 дворов, 884 жителя; в фольварке 3 двора, 16 жителей (согласно переписи)
- 1909 год — 147 дворов, 1068 жителей; в фольварке 14 жителей
- 1959 год — 505 жителей (согласно переписи)
- 2004 год — 423 хозяйства, 1120 жителей

## Культура
- Дом культуры
- Государственное учреждение культуры "Кормянский районный мемориальный музей П. Н. Лепешинского[2]"
  - На базе Кормянского районного мемориального музея действует «Музей – центр местного развития» — конференц-зал, детская игровая комната, ремесленная мастерская «Школа подмастерьев»

## Достопримечательность
- Поселение эпохи неолита и бронзового века
- Братская могила советских воинов и партизан

### Памятник, скульптура
- Памятник В. И. Ленину
- Памятник землякам, погибшим в годы Великой Отечественной войны
- Памятник и мемориальная доска П. Н. Лепешинскому